# Naum Faiq

Naum Faiq

Naum Elias Yakob Palakh, född februari 1868, död 5 februari 1930, mer känd som Naum Faiq (syriska: ܢܥܘܡ ܦܐܝܩ), var en assyrisk journalist och nationalist från Diyarbakir. Han förespråkade enighet för det assyriska/syrianska folket oavsett kyrkotillhörighet. Han gav ut tidskrifterna Kukwo d'Madinho (Österns stjärna), Hujådå (Union), Shiforo (Trumpet) och Beth Nahrin (Mesopotamien).